# Johann Wilhelm Pastorff
Johann Wilhelm Pastorff (* 17. Juni 1767 in Schwedt; † 21. November 1838 in Buchholz bei Drossen) war ein deutscher Astronom.
Pastorff arbeitete nach dem Studium im Staatsdienst als Baudepartements-Kondukteur, quittierte jedoch später seinen Dienst, um sich als Gutsbesitzer in Buchholz ganz seiner eigentlichen Passion, der Astronomie, widmen zu können.
Seine Beobachtungen veröffentlichte er in Bodes Astronomischen Jahrbüchern und in Schumachers Astronomischen Nachrichten.
Rudolf Wolf benutzte Pastorffs zahlreiche Beobachtungen der Sonnenflecken zur Begründung seiner Sonnenphysik.
Wilhelm Beer übernahm nach Pastorffs Tod dessen Refraktor und nutzte ihn gemeinsam mit Maedler für die Forschungen über die physische Beschaffenheit der Planeten und des Mondes.